# Bạch Hổ (tứ tượng)

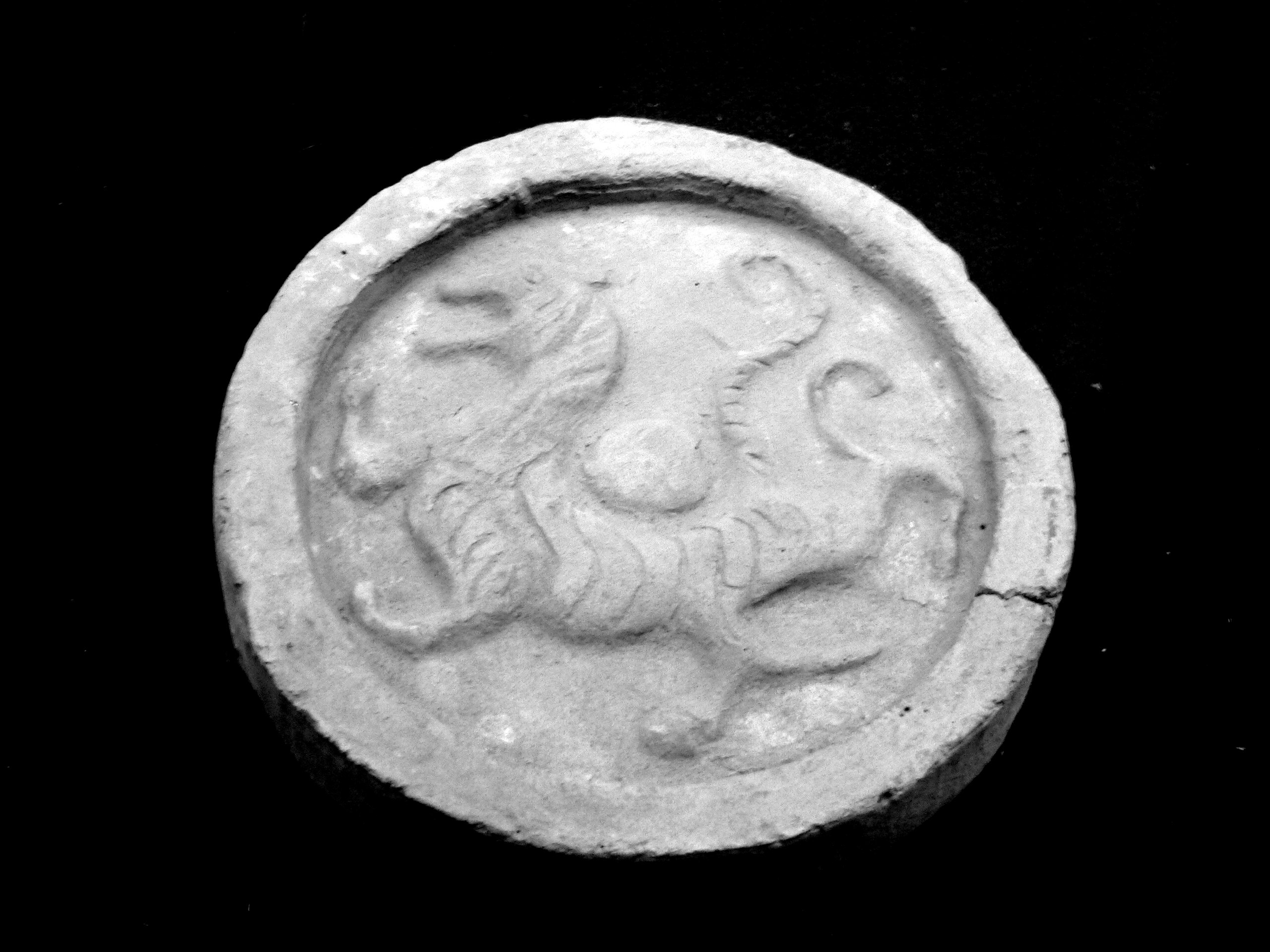
Hình Bạch Hổ trên một tác phẩm điêu khắc

Bạch Hổ (tiếng Trung: 白虎 Báihǔ) là một trong tứ tượng của Thiên văn học Trung Quốc, và cũng là một khái niệm rộng trong phong thủy, thuyết âm dương và triết học phương Đông.
Bạch Hổ là linh vật thiêng liêng có tượng là hình con hổ (虎), có màu trắng (bạch, 白). Bạch Hổ đại diện cho yếu tố Kim, hướng Tây và mùa thu.
Nó còn được gọi là White Tiger trong tiếng Anh, Byakko trong tiếng Nhật và Baekho trong tiếng Hàn.

## Trong Thiên văn
Trong thiên văn, Bạch Hổ chỉ cung gồm 7 chòm sao phương tây trong Nhị thập bát tú, đó là:
- Khuê Mộc Lang (Khuê): Con sói
- Lâu Kim Cẩu (Lâu): Con chó/ con hẩu/ con hống/ con muông.
- Vị Thổ Trĩ (Vị): Chim trĩ.
- Mão Nhật Kê (Mão): Con gà.
- Tất Nguyệt Ô (Tất): Con quạ.
- Chủy Hỏa Hầu (Chủy): Con khỉ.
- Sâm Thủy Viên (Sâm): Con vượn.

Trong các chòm đó, thì chỉ có hai chòm Chủy và Sâm tạo thành hình con hổ, với Chủy là đầu hổ, Sâm là bốn chân và thân hổ. Các chòm này xuất hiện giữa trời vào mùa thu.

## Trong Phong thủy

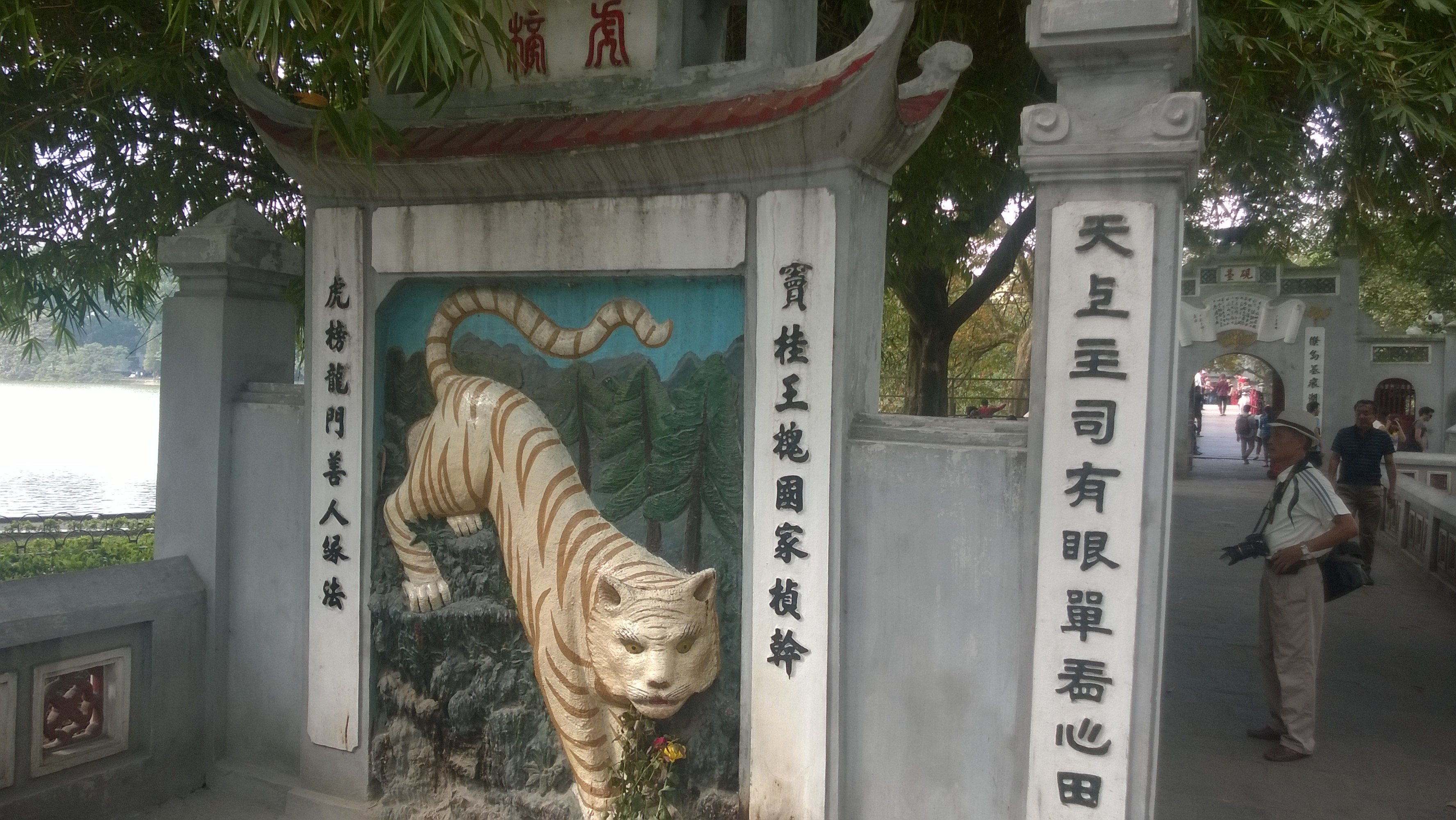
Tượng Bạch Hổ tại hồ Hoàn Kiếm

Trong Phong thủy, Bạch Hổ tương ứng với thế đất cao